# Лішня (Кременецький район)
Лі́шня — село в Україні, у Кременецькій міській громаді Кременецького району Тернопільської області.. До Лішні приєднано хутір Мочари.

## Історія
Перша писемна згадка за описом Кременецького замку — 1545.
У 1651 році під час проходження козацьких військ,  гетьман Богдан Хмельницький зупинявся на відпочинок в маєтку колишнього поміщика Кадлубіцького.
1 жовтня 1933 року утворено ґміну Угорськ Кременецького повіту і село включено до неї.
Панський будинок було знищено у 1944 році під час воєнних подій.
7 серпня 2019 року відбулось освячення пам'ятника Героям АТО.
12 червня 2020 року, відповідно до розпорядження Кабінету Міністрів України № 724-р «Про визначення адміністративних центрів та затвердження територій територіальних громад Тернопільської області», увійшло до складу Кременецької міської громади.
19 липня 2020 року, в результаті адміністративно-територіальної реформи та ліквідації Кременецького (1940-2020) району, село увійшло до складу новоутвореного Кременецького району.
24 — 25 липня 2024 року відбулась Всеукраїнська проща родин Героїв, загиблих у російсько-українській війні.

## Релігія
- церква святого великомученика Димитрія Солунського (ПЦУ)[8]
- всеукраїнський храм-пантеон у пам'ять загиблих героїв у російсько-українській війні (2023, перебудований з каплиці, ПЦУ).

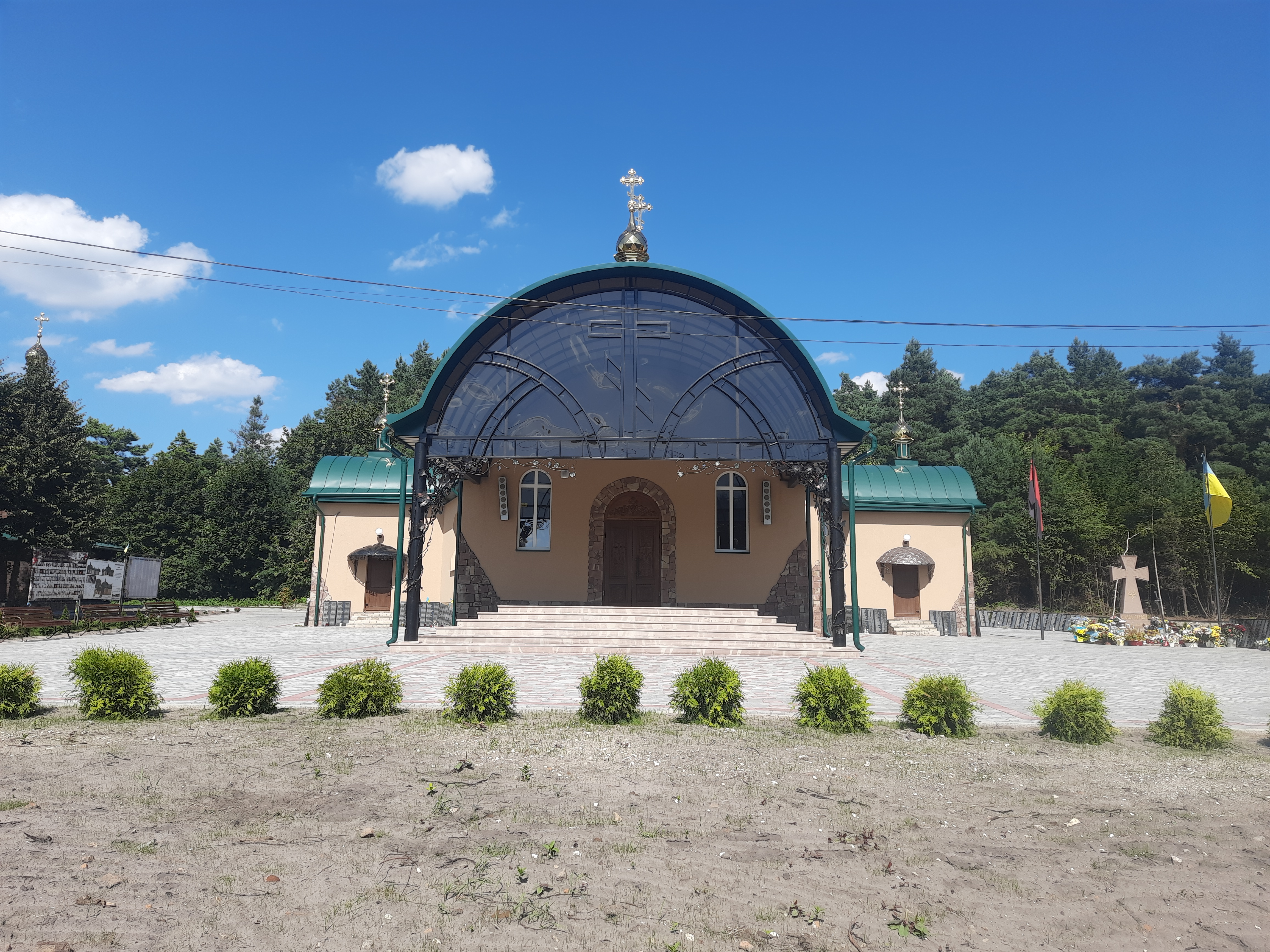
Всеукраїнський храм-пантеон у пам'ять загиблих героїв у російсько-українській війні

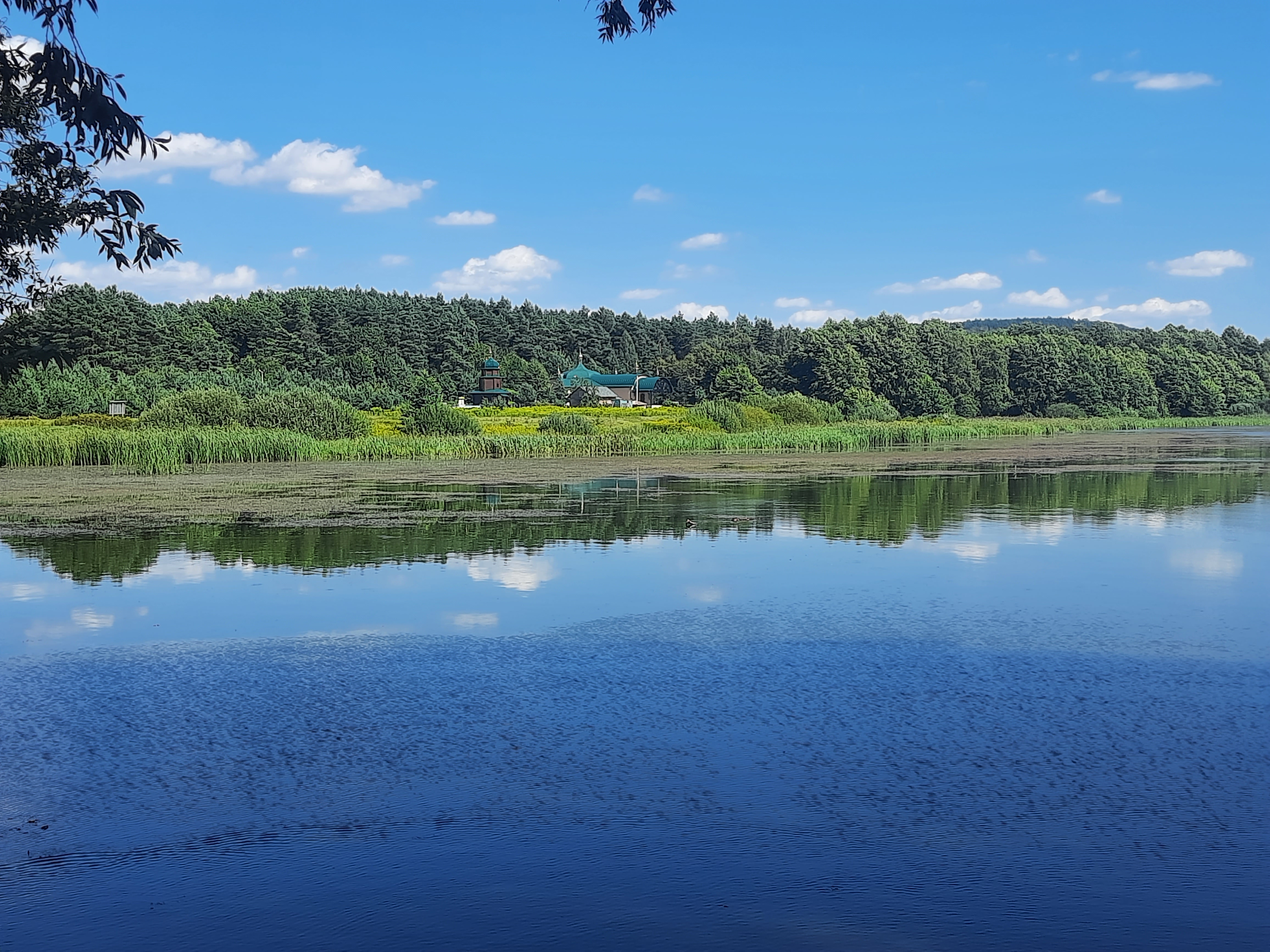
Став з видом на пантеон.

## Соціальна сфера
Діє бібліотека.

## Населення
Населення — 192 особи (2001).
За даними перепису населення 2001 року мовний склад населення села був таким:
| Мова       | Число ос. | Відсоток |
| ---------- | --------- | -------- |
| українська |           | 99,48    |
| білоруська |           | 0,52     |

## Відомі люди

### Народилися
- Даушков Сергій Юхимович — український поет, прозаїк-казкар.

## Галерея

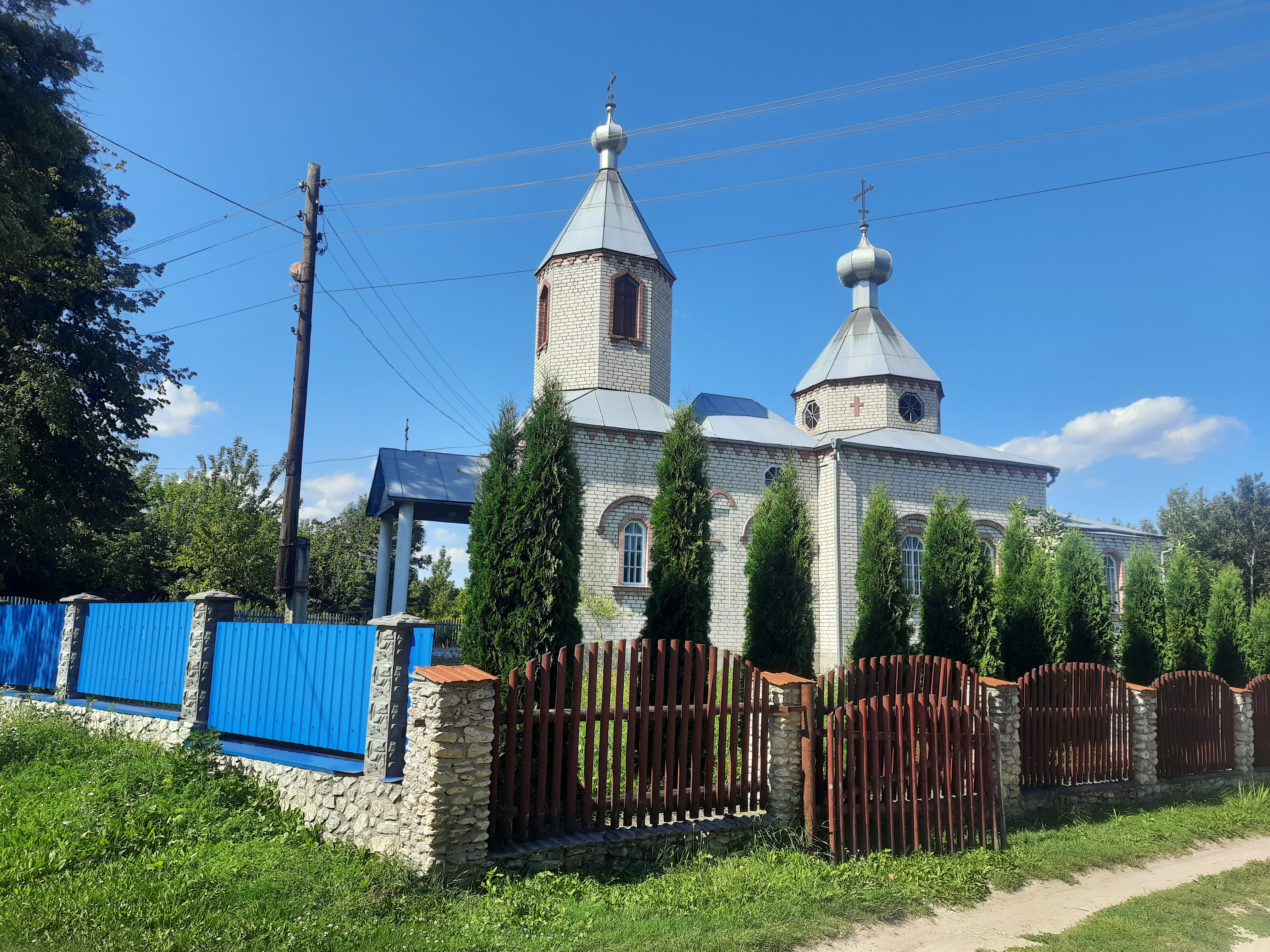
Церква Святого Великомученика Димитрія Солунського
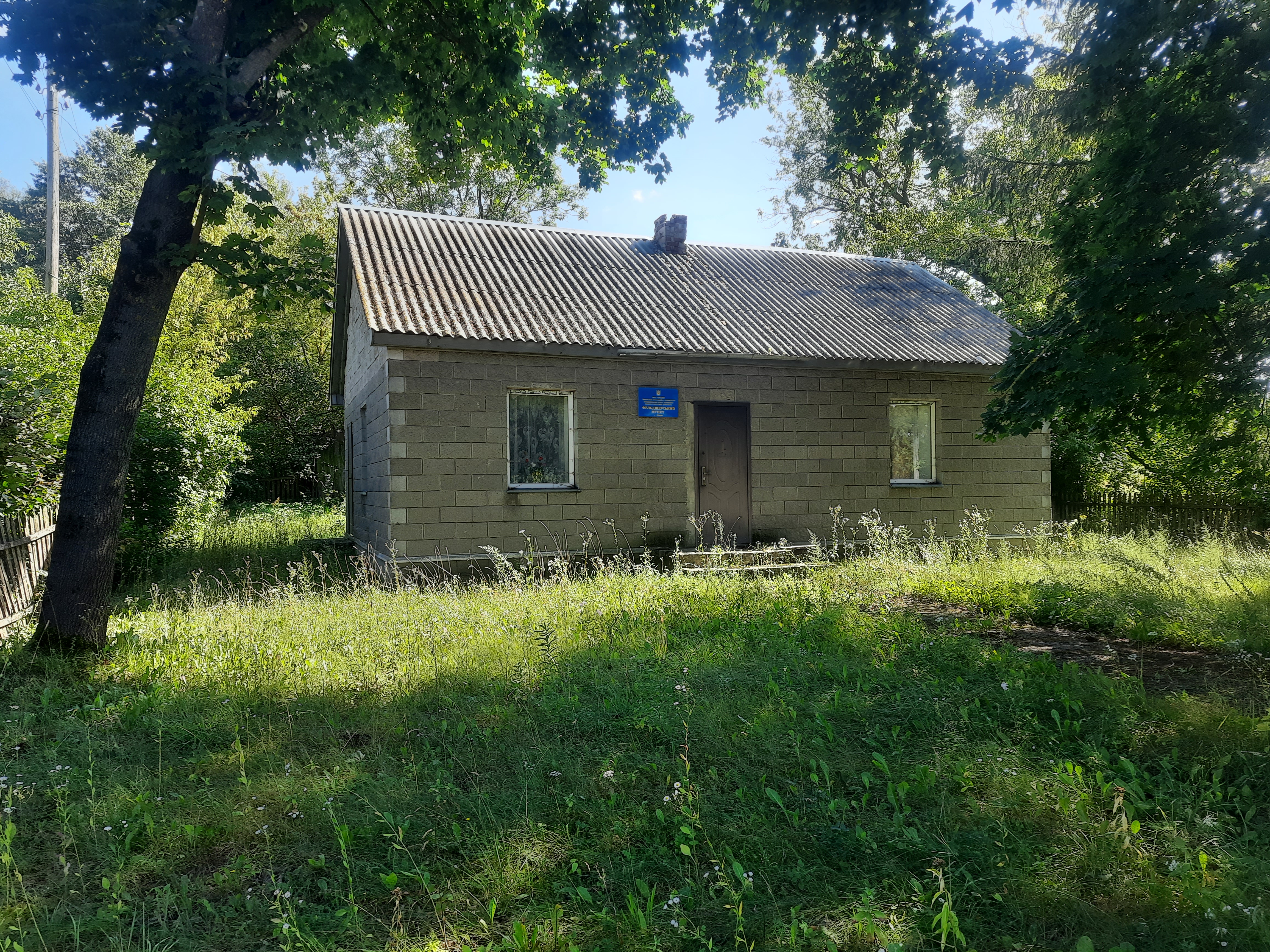
Фельдшерсько-акушерський пункт
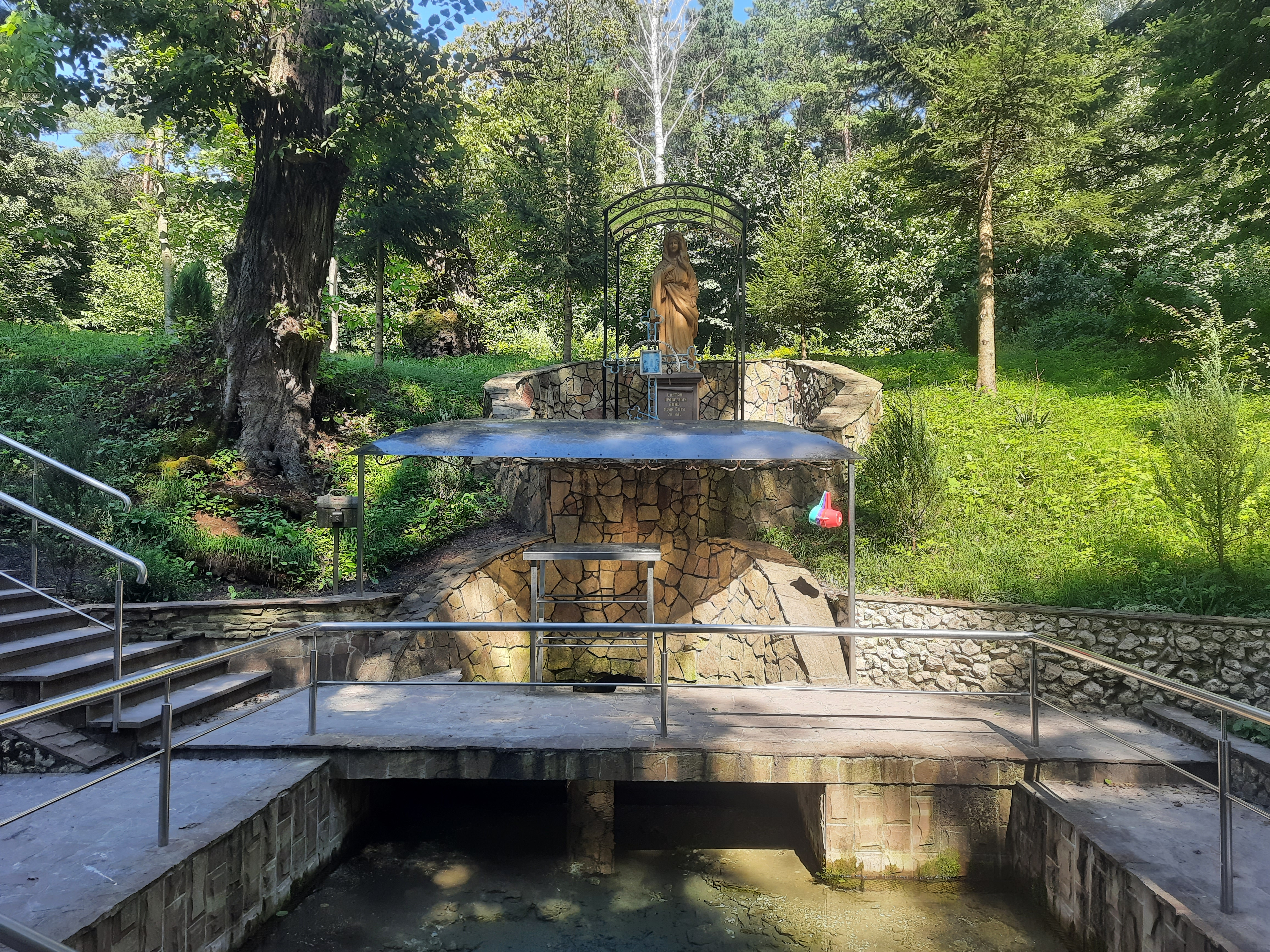
Джерело Святої Анни.